# Больше-Дорохово
Бо́льше-До́рохово (рос. Больше-Дорохово) — село у складі Асінівського району Томської області, Росія. Адміністративний центр Большедороховського сільського поселення.
Стара назва — Большедорохово.

## Населення
Населення — 501 особа (2010; 525 у 2002).
Національний склад (станом на 2002 рік):
- росіяни — 94 %